# Tiësto/Diskografie
Diese Diskografie ist eine Übersicht über die musikalischen Werke des niederländischen DJs Tiësto. Den Schallplattenauszeichnungen zufolge hat er bisher mehr als 31,6 Millionen Tonträger verkauft, davon alleine in seiner Heimat über 370.000. Seine erfolgreichste Veröffentlichung ist die Single The Business mit über 5,1 Millionen verkauften Einheiten.

## Alben

### Studioalben
| Jahr | Titel                  | Höchstplatzierung, Gesamtwochen, AuszeichnungChartplatzierungen (Jahr, Titel, Platzierungen, Wochen, Auszeichnungen, Anmerkungen) | Höchstplatzierung, Gesamtwochen, AuszeichnungChartplatzierungen (Jahr, Titel, Platzierungen, Wochen, Auszeichnungen, Anmerkungen) | Höchstplatzierung, Gesamtwochen, AuszeichnungChartplatzierungen (Jahr, Titel, Platzierungen, Wochen, Auszeichnungen, Anmerkungen) | Höchstplatzierung, Gesamtwochen, AuszeichnungChartplatzierungen (Jahr, Titel, Platzierungen, Wochen, Auszeichnungen, Anmerkungen) | Höchstplatzierung, Gesamtwochen, AuszeichnungChartplatzierungen (Jahr, Titel, Platzierungen, Wochen, Auszeichnungen, Anmerkungen) | Höchstplatzierung, Gesamtwochen, AuszeichnungChartplatzierungen (Jahr, Titel, Platzierungen, Wochen, Auszeichnungen, Anmerkungen) | Anmerkungen                                               |
| Jahr | Titel                  | DE | AT | CH | UK | US | NL | Anmerkungen                                               |
| ---- | ---------------------- | --- | --- | --- | --- | --- | --- | --------------------------------------------------------- |
| 2001 | In My Memory           | — | — | — | — | — | NL25 Gold · (39 Wo.)NL | Erstveröffentlichung: 15. April 2001 Verkäufe: + 35.000   |
| 2004 | Just Be                | DE51 (2 Wo.)DE | — | — | UK54 Silber · (2 Wo.)UK | — | NL1 Platin · (62 Wo.)NL | Erstveröffentlichung: 6. April 2004 Verkäufe: + 165.000   |
| 2004 | Parade of the Athletes | DE85 (1 Wo.)DE | — | — | UK84 Silber · (1 Wo.)UK | — | NL4 Gold · (29 Wo.)NL | Erstveröffentlichung: 6. April 2004 Verkäufe: + 110.000   |
| 2007 | Elements of Life       | DE62 (2 Wo.)DE | AT44 (3 Wo.)AT | CH77 (2 Wo.)CH | UK14 Silber · (6 Wo.)UK | US71 (4 Wo.)US | NL1 Gold · (25 Wo.)NL | Erstveröffentlichung: 16. April 2007 Verkäufe: + 183.000  |
| 2009 | Kaleidoscope           | DE61 (1 Wo.)DE | AT49 (2 Wo.)AT | CH73 (2 Wo.)CH | UK20 (3 Wo.)UK | US59 (4 Wo.)US | NL2 (42 Wo.)NL | Erstveröffentlichung: 6. Oktober 2009 Verkäufe: + 145.000 |
| 2011 | Kiss from the Past     | — | — | — | — | — | — | Erstveröffentlichung: 13. Juni 2011 als Allure            |
| 2014 | A Town Called Paradise | DE45 (1 Wo.)DE | AT22 (1 Wo.)AT | CH12 (4 Wo.)CH | UK22 (2 Wo.)UK | US18 (3 Wo.)US | NL11 (10 Wo.)NL | Erstveröffentlichung: 16. Juni 2014 Verkäufe: + 20.000    |
| 2020 | The London Sessions    | — | — | — | UK64 Silber · (3 Wo.)UK | — | NL54 (1 Wo.)NL | Erstveröffentlichung: 15. Mai 2020 Verkäufe: + 80.000     |
| 2023 | Drive                  | DE38 (3 Wo.)DE | AT35 (2 Wo.)AT | CH19 (25 Wo.)CH | UK34 Gold · (24 Wo.)UK | US87 Gold · (4 Wo.)US | NL33 (28 Wo.)NL | Erstveröffentlichung: 21. April 2023 Verkäufe: + 800.000  |

### Livealben
| Jahr | Titel                             | Höchstplatzierung, Gesamtwochen, AuszeichnungChartplatzierungen (Jahr, Titel, Platzierungen, Wochen, Auszeichnungen, Anmerkungen) | Höchstplatzierung, Gesamtwochen, AuszeichnungChartplatzierungen (Jahr, Titel, Platzierungen, Wochen, Auszeichnungen, Anmerkungen) | Höchstplatzierung, Gesamtwochen, AuszeichnungChartplatzierungen (Jahr, Titel, Platzierungen, Wochen, Auszeichnungen, Anmerkungen) | Höchstplatzierung, Gesamtwochen, AuszeichnungChartplatzierungen (Jahr, Titel, Platzierungen, Wochen, Auszeichnungen, Anmerkungen) | Höchstplatzierung, Gesamtwochen, AuszeichnungChartplatzierungen (Jahr, Titel, Platzierungen, Wochen, Auszeichnungen, Anmerkungen) | Höchstplatzierung, Gesamtwochen, AuszeichnungChartplatzierungen (Jahr, Titel, Platzierungen, Wochen, Auszeichnungen, Anmerkungen) | Anmerkungen                                       |
| Jahr | Titel                             | DE | AT | CH | UK | US | NL | Anmerkungen                                       |
| ---- | --------------------------------- | --- | --- | --- | --- | --- | --- | ------------------------------------------------- |
| 1999 | Live at Innercity – Amsterdam-RAI | — | — | — | — | — | NL3 a (20 Wo.)NL | Erstveröffentlichung: 15. März 1999 Live-DJ-Mix   |
| 1999 | Magik Four: A New Adventure       | — | — | — | — | — | NL18 a (7 Wo.)NL | Erstveröffentlichung: 6. Juni 1999 Live-DJ-Mix    |
| 2000 | Magik Five: Heaven Beyond         | — | — | — | — | — | NL4 a (10 Wo.)NL | Erstveröffentlichung: 3. Februar 2000 Live-DJ-Mix |
| 2000 | Magik Six: Live in Amsterdam      | — | — | — | — | — | NL5 a (13 Wo.)NL | Erstveröffentlichung: 17. Juli 2000 Live-DJ-Mix   |
| 2001 | Magik Seven: Live in Los Angeles  | — | — | — | — | — | NL10 a (18 Wo.)NL | Erstveröffentlichung: 17. Mai 2001 Live-DJ-Mix    |

### Kompilationen
| Jahr | Titel                                        | Höchstplatzierung, Gesamtwochen, AuszeichnungChartplatzierungen (Jahr, Titel, Platzierungen, Wochen, Auszeichnungen, Anmerkungen) | Höchstplatzierung, Gesamtwochen, AuszeichnungChartplatzierungen (Jahr, Titel, Platzierungen, Wochen, Auszeichnungen, Anmerkungen) | Höchstplatzierung, Gesamtwochen, AuszeichnungChartplatzierungen (Jahr, Titel, Platzierungen, Wochen, Auszeichnungen, Anmerkungen) | Höchstplatzierung, Gesamtwochen, AuszeichnungChartplatzierungen (Jahr, Titel, Platzierungen, Wochen, Auszeichnungen, Anmerkungen) | Höchstplatzierung, Gesamtwochen, AuszeichnungChartplatzierungen (Jahr, Titel, Platzierungen, Wochen, Auszeichnungen, Anmerkungen) | Höchstplatzierung, Gesamtwochen, AuszeichnungChartplatzierungen (Jahr, Titel, Platzierungen, Wochen, Auszeichnungen, Anmerkungen) | Anmerkungen                                                  |
| Jahr | Titel                                        | DE | AT | CH | UK | US | NL | Anmerkungen                                                  |
| ---- | -------------------------------------------- | --- | --- | --- | --- | --- | --- | ------------------------------------------------------------ |
| 1999 | In Search of Sunrise                         | — | — | — | — | — | NL7 a (10 Wo.)NL | Erstveröffentlichung: 7. Januar 1999 Verkäufe: + 7.500       |
| 2000 | In Search of Sunrise 2                       | — | — | — | — | — | NL18 a (9 Wo.)NL | Erstveröffentlichung: 30. November 2000                      |
| 2001 | Revolution – Uplifting & Progressive Trance  | — | — | — | — | — | NL12 a (5 Wo.)NL | Erstveröffentlichung: 7. Mai 2001 DJ-Mix                     |
| 2002 | In Search of Sunrise 3 (Panama)              | — | — | — | — | — | NL9 a (12 Wo.)NL | Erstveröffentlichung: 29. Mai 2002                           |
| 2003 | Nyana                                        | — | — | — | — | — | NL2 a Gold · (45 Wo.)NL | Erstveröffentlichung: 6. Mai 2003 Verkäufe: + 40.000; DJ-Mix |
| 2005 | In Search of Sunrise 4 (Latin America)       | — | — | — | — | — | NL1 a Gold · (28 Wo.)NL | Erstveröffentlichung: 13. April 2005 Verkäufe: + 40.000      |
| 2006 | In Search of Sunrise 5 (Los Angeles)         | — | AT59 (3 Wo.)AT | CH4 a (4 Wo.)CH | — | US164 (1 Wo.)US | NL1 a Gold · (33 Wo.)NL | Erstveröffentlichung: 25. April 2006 Verkäufe: + 85.000      |
| 2007 | Search of Sunrise 6 (Ibiza)                  | — | AT46 (3 Wo.)AT | CH12 a (3 Wo.)CH | — | US170 (1 Wo.)US | NL1 a (30 Wo.)NL | Erstveröffentlichung: 7. September 2007 Verkäufe: + 57.500   |
| 2008 | In Search of Sunrise 7 (Asia)                | — | AT31 (10 Wo.)AT | CH8 a (3 Wo.)CH | — | US91 (3 Wo.)US | NL1 a (21 Wo.)NL | Erstveröffentlichung: 10. Juni 2008 Verkäufe: + 50.000       |
| 2010 | Magikal Journey – Hits Collection 1998–2008  | DE58 (2 Wo.)DE | AT39 (5 Wo.)AT | — | UK27 Silber · (5 Wo.)UK | — | NL11 (19 Wo.)NL | Erstveröffentlichung: 17. Mai 2010 Verkäufe: + 70.000        |
| 2011 | Club Life Volume One Las Vegas               | DE70 (2 Wo.)DE | AT50 (2 Wo.)AT | CH13 a (2 Wo.)CH | — | US52 (2 Wo.)US | NL4 a (12 Wo.)NL | Erstveröffentlichung: 5. April 2011 Verkäufe: + 75.000       |
| 2012 | Club Life Volume Two Miami                   | — | AT9 (5 Wo.)AT | CH3 a (5 Wo.)CH | — | US16 (5 Wo.)US | NL3 a (14 Wo.)NL | Erstveröffentlichung: 21. April 2012 Verkäufe: + 75.000      |
| 2012 | Dance (RED) Saves Lives: Presented by Tiësto | — | — | — | — | US56 (2 Wo.)US | — | Erstveröffentlichung: Dezember 2012                          |
| 2013 | Club Life Volume Three Stockholm             | — | AT69 (1 Wo.)AT | — | — | US41 (4 Wo.)US | NL9 a (4 Wo.)NL | Erstveröffentlichung: Juni 2013                              |
| 2015 | Club Life Volume Four: New York City         | — | — | — | — | US89 (2 Wo.)US | NL7 a (8 Wo.)NL | Erstveröffentlichung: Mai 2015                               |
| 2017 | Club Life Volume Five: China                 | — | — | — | — | — | NL15 a (1 Wo.)NL | Erstveröffentlichung: 6. Oktober 2017                        |

Kompilationen
- 2005: Best & New 2005
- 2005: Best of System F & Gouryella (Part 1)
- 2006: Best of System F & Gouryella (Part 2)

### Remixalben
| Jahr | Titel                     | Höchstplatzierung, Gesamtwochen, AuszeichnungChartplatzierungen (Jahr, Titel, Platzierungen, Wochen, Auszeichnungen, Anmerkungen) | Höchstplatzierung, Gesamtwochen, AuszeichnungChartplatzierungen (Jahr, Titel, Platzierungen, Wochen, Auszeichnungen, Anmerkungen) | Höchstplatzierung, Gesamtwochen, AuszeichnungChartplatzierungen (Jahr, Titel, Platzierungen, Wochen, Auszeichnungen, Anmerkungen) | Höchstplatzierung, Gesamtwochen, AuszeichnungChartplatzierungen (Jahr, Titel, Platzierungen, Wochen, Auszeichnungen, Anmerkungen) | Höchstplatzierung, Gesamtwochen, AuszeichnungChartplatzierungen (Jahr, Titel, Platzierungen, Wochen, Auszeichnungen, Anmerkungen) | Höchstplatzierung, Gesamtwochen, AuszeichnungChartplatzierungen (Jahr, Titel, Platzierungen, Wochen, Auszeichnungen, Anmerkungen) | Anmerkungen                           |
| Jahr | Titel                     | DE | AT | CH | UK | US | NL | Anmerkungen                           |
| ---- | ------------------------- | --- | --- | --- | --- | --- | --- | ------------------------------------- |
| 2008 | Elements of Life: Remixed | — | — | — | UK91 (1 Wo.)UK | — | NL61 (14 Wo.)NL | Erstveröffentlichung: 28. April 2008  |
| 2010 | Kaleidoscope: Remixed     | — | — | — | — | — | NL37 (3 Wo.)NL | Erstveröffentlichung: 31. August 2010 |

Weitere Remixalben
- 2005: Perfect Remixes Vol. 3
- 2005: Just Be: Remixed
- 2013: Kiss from the Past: The Remix Album

## Singles

### Als Leadmusiker
| Jahr | Titel Album                                             | Höchstplatzierung, Gesamtwochen, AuszeichnungChartplatzierungen (Jahr, Titel, Album, Platzierungen, Wochen, Auszeichnungen, Anmerkungen) | Höchstplatzierung, Gesamtwochen, AuszeichnungChartplatzierungen (Jahr, Titel, Album, Platzierungen, Wochen, Auszeichnungen, Anmerkungen) | Höchstplatzierung, Gesamtwochen, AuszeichnungChartplatzierungen (Jahr, Titel, Album, Platzierungen, Wochen, Auszeichnungen, Anmerkungen) | Höchstplatzierung, Gesamtwochen, AuszeichnungChartplatzierungen (Jahr, Titel, Album, Platzierungen, Wochen, Auszeichnungen, Anmerkungen) | Höchstplatzierung, Gesamtwochen, AuszeichnungChartplatzierungen (Jahr, Titel, Album, Platzierungen, Wochen, Auszeichnungen, Anmerkungen) | Höchstplatzierung, Gesamtwochen, AuszeichnungChartplatzierungen (Jahr, Titel, Album, Platzierungen, Wochen, Auszeichnungen, Anmerkungen) | Anmerkungen                                                                                             | [↑]: gemeinsam behandelt mit vorhergehendem Eintrag; [←]: in beiden Charts platziert |
| Jahr | Titel Album                                             | DE | AT | CH | UK | US | NL | Anmerkungen                                                                                             |                                                                                      |
| ---- | ------------------------------------------------------- | --- | --- | --- | --- | --- | --- | --- | ------------------------------------------------------------------------------------ |
| 1999 | Theme from Norefjell –                                  | — | — | — | UK97 (2 Wo.)UK | — | — | Erstveröffentlichung: 1999 im UK 2004 erneut auf Platz 99                                               |                                                                                      |
| 1999 | Sparkles Magik Four: A New Adventure                    | — | — | — | UK88 (2 Wo.)UK | — | — | Erstveröffentlichung: November 1999 im UK erst 2004 platziert                                           |                                                                                      |
| 2001 | Lethal Industry In My Memory                            | DE95 (1 Wo.)DE | — | — | UK25 (5 Wo.)UK | — | NL7 (12 Wo.)NL | Erstveröffentlichung: 25. September 2001                                                                |                                                                                      |
| 2001 | Flight 643 In My Memory                                 | DE88 (1 Wo.)DE | — | — | UK56 (4 Wo.)UK | — | NL8 (9 Wo.)NL | Erstveröffentlichung: 28. Mai 2001 im UK 2004 erneut auf Platz 89                                       |                                                                                      |
| 2001 | Urban Train In My Memory[DE: ↑]                         | DE88 (1 Wo.)DE | — | — | UK22 (4 Wo.)UK | — | — | Erstveröffentlichung: 1. Dezember 2001 feat. Kirsty Hawkshaw                                            |                                                                                      |
| 2002 | Suburban Train In My Memory                             | — | — | — | UK86 (2 Wo.)UK | — | NL34 (4 Wo.)NL | Erstveröffentlichung: 21. Januar 2002 im UK erst 2004 platziert                                         |                                                                                      |
| 2002 | In My Memory                                            | — | — | — | UK87 (2 Wo.)UK | — | — | Erstveröffentlichung: 23. April 2002 im UK erst 2004 platziert                                          |                                                                                      |
| 2002 | 643 (Love’s on Fire) In My Memory                       | — | — | — | UK36 (2 Wo.)UK | — | — | Erstveröffentlichung: 29. Juli 2001 feat. Suzanne Palmer                                                |                                                                                      |
| 2002 | Obsession In My Memory                                  | — | — | — | UK56 (2 Wo.)UK | — | — | Erstveröffentlichung: November 2002 mit Junkie XL                                                       |                                                                                      |
| 2003 | Traffic Just Be                                         | — | — | — | UK48 (5 Wo.)UK | — | NL2 (21 Wo.)NL | Erstveröffentlichung: 3. April 2003                                                                     |                                                                                      |
| 2004 | Love Comes Again Just Be                                | DE64 (4 Wo.)DE | — | CH94 (1 Wo.)CH | UK30 (3 Wo.)UK | — | NL3 (19 Wo.)NL | Erstveröffentlichung: 17. Mai 2004 feat. BT                                                             |                                                                                      |
| 2004 | Just Be                                                 | — | — | — | UK43 (2 Wo.)UK | — | NL3 (14 Wo.)NL | Erstveröffentlichung: 7. Juni 2004 feat. Kirsty Hawkshaw                                                |                                                                                      |
| 2005 | Adagio for Strings Just Be                              | DE41 (9 Wo.)DE | AT54 (2 Wo.)AT | — | UK37 Platin · (30 Wo.)UK | — | — | Erstveröffentlichung: 2. Mai 2005 Verkäufe: + 600.000                                                   |                                                                                      |
| 2006 | The Loves We Lost In Search of Sunrise 4: Latin America | — | — | — | UK89 (1 Wo.)UK | — | — | Erstveröffentlichung: 23. Januar 2006 als Allure                                                        |                                                                                      |
| 2006 | He’s a Pirate Elements of Life                          | DE85 (13 Wo.)DE | — | — | UK40 (5 Wo.)UK | — | — | Erstveröffentlichung: 23. Juni 2006 mit Klaus Badelt                                                    |                                                                                      |
| 2006 | Dance 4 Life Elements of Life                           | DE74 (3 Wo.)DE | — | — | UK67 (3 Wo.)UK | — | NL3 (22 Wo.)NL | Erstveröffentlichung: 29. September 2006 feat. Maxi Jazz                                                |                                                                                      |
| 2007 | Break My Fall Elements of Life                          | — | — | — | — | — | NL13 (9 Wo.)NL | Erstveröffentlichung: 28. März 2007 feat. BT                                                            |                                                                                      |
| 2007 | In the Dark Elements of Life                            | — | — | — | — | — | NL2 (14 Wo.)NL | Erstveröffentlichung: 18. Mai 2007 feat. Christian Burns                                                |                                                                                      |
| 2009 | I Will Be Here Kaleidoscope                             | — | — | — | UK44 (2 Wo.)UK | — | NL28 (7 Wo.)NL | Erstveröffentlichung: 28. Juli 2009 mit Sneaky Sound System                                             |                                                                                      |
| 2009 | Escape Me Kaleidoscope                                  | — | — | — | — | — | NL22 (7 Wo.)NL | Erstveröffentlichung: 23. November 2009                                                                 |                                                                                      |
| 2010 | Who Wants to Be Alone Kaleidoscope                      | — | — | — | UK91 (2 Wo.)UK | — | NL17 (11 Wo.)NL | Erstveröffentlichung: 21. März 2010 feat. Nelly Furtado                                                 |                                                                                      |
| 2011 | C’mon (Catch ’Em by Surprise) –                         | DE68 (3 Wo.)DE | — | CH68 (2 Wo.)CH | UK13 Silber · (15 Wo.)UK | — | NL5 (7 Wo.)NL | Erstveröffentlichung: 10. Januar 2011 Verkäufe: + 200.000; vs. Diplo feat. Busta Rhymes                 |                                                                                      |
| 2012 | We Own the Night Club Life Volume Two Miami             | — | — | — | UK80 (3 Wo.)UK | — | — | Erstveröffentlichung: 6. April 2012 mit Wolfgang Gartner                                                |                                                                                      |
| 2014 | Red Lights A Town Called Paradise                       | DE29 (5 Wo.)DE | AT36 (11 Wo.)AT | CH74 (2 Wo.)CH | UK6 Gold · (9 Wo.)UK | US56 Platin · (13 Wo.)US | NL22 (19 Wo.)NL | Erstveröffentlichung: 21. Februar 2014 Verkäufe: + 1.605.000                                            |                                                                                      |
| 2014 | Wasted A Town Called Paradise                           | DE49 (15 Wo.)DE | AT21 (17 Wo.)AT | CH52 (8 Wo.)CH | UK3 Gold · (15 Wo.)UK | US49 Platin · (12 Wo.)US | NL9 (20 Wo.)NL | Erstveröffentlichung: 22. April 2014 Verkäufe: + 1.512.500; feat. Matthew Koma                          |                                                                                      |
| 2015 | Secrets –                                               | DE— GoldDE | AT55 (6 Wo.)AT | CH31 (6 Wo.)CH | UK— SilberUK | US— GoldUS | NL26 (9 Wo.)NL | Erstveröffentlichung: 16. März 2015 Verkäufe: + 995.000; mit KSHMR feat. Vassy                          |                                                                                      |
| 2016 | The Right Song –                                        | — | — | — | UK39 Gold · (13 Wo.)UK | — | NL35 (3 Wo.)NL | Erstveröffentlichung: 22. Januar 2016 Verkäufe: + 200.000; mit Oliver Heldens feat. Natalie La Rose     |                                                                                      |
| 2016 | Summer Nights –                                         | — | — | — | UK60 (2 Wo.)UK | — | NL23 (7 Wo.)NL | Erstveröffentlichung: 17. Juni 2016 feat. John Legend                                                   |                                                                                      |
| 2017 | On My Way –                                             | — | — | — | — | — | NL26 (5 Wo.)NL | Erstveröffentlichung: 13. Januar 2017 Verkäufe: + 20.000; feat. Bright Sparks                           |                                                                                      |
| 2017 | Carry You Home –                                        | — | — | — | — | — | NL38 (2 Wo.)NL | Erstveröffentlichung: 29. September 2017 feat. Stargate & Aloe Blacc                                    |                                                                                      |
| 2018 | Jackie Chan The London Sessions                         | DE25 Gold · (18 Wo.)DE | AT19 Gold · (21 Wo.)AT | CH27 (22 Wo.)CH | UK5 ×2Doppelplatin · (23 Wo.)UK | US52 ×2Doppelplatin · (19 Wo.)US | NL2 (20 Wo.)NL | Erstveröffentlichung: 18. Mai 2018 Verkäufe: + 5.170.000; mit Dzeko feat. Preme & Post Malone           |                                                                                      |
| 2019 | Ritual The London Sessions                              | — | — | CH56 (11 Wo.)CH | UK24 Platin · (19 Wo.)UK | — | NL5 (26 Wo.)NL | Erstveröffentlichung: 31. Mai 2019 Verkäufe: + 1.445.000; mit Jonas Blue & Rita Ora                     |                                                                                      |
| 2019 | God Is a Dancer The London Sessions                     | DE95 (2 Wo.)DE | — | — | UK15 Platin · (13 Wo.)UK | — | NL16 (16 Wo.)NL | Erstveröffentlichung: 20. September 2019 Verkäufe: + 690.000; mit Mabel                                 |                                                                                      |
| 2020 | Nothing Really Matters The London Sessions              | — | — | — | UK76 (2 Wo.)UK | — | NL17 (10 Wo.)NL | Erstveröffentlichung: 17. April 2020 mit Becky Hill                                                     |                                                                                      |
| 2020 | The Business Drive                                      | DE3 ×3Dreifachgold · (68 Wo.)DE | AT7 ×3Dreifachplatin · (54 Wo.)AT | CH4 (67 Wo.)CH | UK3 ×2Doppelplatin · (42 Wo.)UK | US69 Platin · (14 Wo.)US | NL1 (30 Wo.)NL | Erstveröffentlichung: 25. September 2020 Verkäufe: + 5.140.000                                          |                                                                                      |
| 2021 | Don’t Be Shy Drive                                      | DE— bDE | — | CH47 (10 Wo.)CH | — | US— GoldUS | NL16 (14 Wo.)NL | Erstveröffentlichung: 12. August 2021 Verkäufe: + 1.180.000; feat. Karol G                              |                                                                                      |
| 2021 | The Motto Drive • A Sweet but Psycho Halloween          | DE10 Platin · (50 Wo.)DE | AT10 ×2Doppelplatin · (43 Wo.)AT | CH5 (56 Wo.)CH | UK12 Platin · (29 Wo.)UK | US42 Platin · (16 Wo.)US | NL1 (27 Wo.)NL | Erstveröffentlichung: 4. November 2021 Verkäufe: + 3.560.000; mit Ava Max                               |                                                                                      |
| 2022 | Hot in It Drive                                         | DE76 (8 Wo.)DE | — | — | UK24 Gold · (12 Wo.)UK | — | NL12 (16 Wo.)NL | Erstveröffentlichung: 1. Juli 2022 Verkäufe: + 465.000; feat. Charli XCX                                |                                                                                      |
| 2022 | 10:35 Drive                                             | DE11 Gold · (33 Wo.)DE | AT10 Platin · (29 Wo.)AT | CH13 Platin · (37 Wo.)CH | UK8 Platin · (29 Wo.)UK | US69 Platin · (9 Wo.)US | NL12 (19 Wo.)NL | Erstveröffentlichung: 3. November 2022 Verkäufe: + 2.760.000; feat. Tate McRae                          |                                                                                      |
| 2023 | Lay Low Drive                                           | DE10 Gold · (59 Wo.)DE | AT8 Platin · (45 Wo.)AT | CH10 (53 Wo.)CH | UK— SilberUK | — | NL4 (30 Wo.)NL | Erstveröffentlichung: 6. Januar 2023 Verkäufe: + 980.000                                                |                                                                                      |
| 2023 | Drifting –                                              | — | — | — | UK— SilberUK | — | NL16 (17 Wo.)NL | Erstveröffentlichung: 22. Juni 2023 Verkäufe: + 225.000                                                 |                                                                                      |
| 2023 | Both –                                                  | DE— cDE | — | — | — | — | — | Erstveröffentlichung: 29. August 2023 feat. 21 Savage & Bia                                             |                                                                                      |
| 2023 | Rule the World (Everybody) –                            | — | — | — | — | — | — | Erstveröffentlichung: 27. Oktober 2023 Verkäufe: + 20.000; mit Tears for Fears, Niiko x Swae & Gudfella |                                                                                      |
| 2023 | Thank You (Not So Bad) –                                | DE16 Platin · (… Wo.)DE | AT14 Platin · (65 Wo.)AT | CH14 Platin · (46 Wo.)CH | UK50 Gold · (26 Wo.)UK | — | NL16 (15 Wo.)NL | Erstveröffentlichung: 1. Dezember 2023 Verkäufe: + 1.630.000; mit Dido, Dimitri Vegas & Like Mike & W&W |                                                                                      |
| 2024 | All My Life –                                           | DE— dDE | — | — | — | — | NL27 (10 Wo.)NL | Erstveröffentlichung: 5. Januar 2024 mit Fast Boy                                                       |                                                                                      |
| 2024 | Contigo –                                               | DE— eDE | — | CH58 (1 Wo.)CH | — | US61 (4 Wo.)US | — | Erstveröffentlichung: 15. Februar 2024 Verkäufe: + 120.000; mit Karol G                                 |                                                                                      |
| 2024 | Mockingbird –                                           | DE— fDE | — | — | — | — | — | Erstveröffentlichung: 3. Mai 2024 Verkäufe: + 20.000; mit Dimitri Vegas & Like Mike & Gabry Ponte       |                                                                                      |

Weitere Singles
- 1994: Spiritual Wipe Out (als Da Joker)
- 1994: Arabsession (als DJ Limited)
- 1995: In the Ghetto (als Da Joker)
- 1996: The Tube
- 1996: Second Game (als Tom Ace)
- 1997: Gimme Some Sugar / Bleckentrommel (mit Montana & Storm)
- 1997: Blackspin (als Passenger)
- 1998: Endless Wave / Northern Spirit / Outstream (mit Benno De Goeij als Kamaya Painters)
- 1998: When She Left (als Allure)
- 1998: Subspace Interference (mit Benno De Goeij als Control Freaks)
- 1999: Gouryella (mit Ferry Corsten als Gouryella)
- 1999: Mirror (als Stray Dog)
- 1999: Walhalla (mit Ferry Corsten als Gouryella)
- 1999: Far from Over / Cryptomnesia / Soft Light (mit Benno De Goeij als Kamaya Painters)
- 1999: Exceptionally Beautiful / Reflections (als Loop Control)
- 2000: We Ran at Dawn (als Allure)
- 2000: Tenshi (mit Ferry Corsten als Gouryella)
- 2000: No More Tears (als Allure)
- 2000: Eternity (mit Armin van Buuren als Alibi)
- 2000: Wasteland / Summerbreeze (mit Benno De Goeij als Kamaya Painters)
- 2000: Wonder Where You Are (mit Armin van Buuren als Major League)
- 2001: Battleship Grey (feat. Kirsty Hawkshaw)
- 2002: In My Memory (feat. Nicola Hitchcock)
- 2003: Dallas 4pm / Magik Journey
- 2003: Before You Let Me Go / Rain Down on Me (Tiësto Remix)
- 2004: Break My Fall (feat. BT)
- 2005: UR/A Tear in the Open (feat. Matt Hales)
- 2007: Sweet Things (feat. Charlotte Martin)
- 2008: Elements of Life
- 2008: Edward Carnby (pres. Alone in the Dark)
- 2008: Somewhere Inside (als Allure feat. Julie Thompson)
- 2008: Tell Me (als Clear View feat. Jessica)
- 2008: Power of You (als Allure feat. Christian Burns)
- 2010: Louder than Boom
- 2010: Dreaming (feat. BLK JKS)
- 2010: Feel It in My Bones (feat. Tegan and Sara)
- 2010: Work Hard, Play Hard (feat. Kay)
- 2010: Speed Rail
- 2010: C’mon (vs. Diplo)
- 2011: Beautiful World (mit Mark Knight feat. Dino)
- 2011: We Rock (Boys Will Be Boys)
- 2011: Only You (mit Kaskade feat. Haley)
- 2011: Zero 76 (mit Hardwell)
- 2011: Green Sky
- 2011: Young Lions
- 2011: Work Hard, Play Hard (feat. Kay; New Version)
- 2011: Maximal Crazy
- 2011: Tornado (feat. Steve Aoki)
- 2012: What Can We Do (A Deeper Love)
- 2012: People of the Night (vs. AN21 & Max Vangeli feat. Lover Lover)
- 2012: Beautiful World (mit Mark Knight feat. Dino)
- 2012: Chasing Summers
- 2012: Pair of Dice (als Allure)
- 2012: Make Some Noise (feat. Swanky Tunes)
- 2012: Hell Yeah! (mit Showtek)
- 2013: United (feat. Quintino & Alvaro)
- 2013: Make Some Noise (mit Swanky Tunes feat. Ben McInerney of New Navy)
- 2013: Take Me (feat. Kyler England)
- 2013: Move to the Rhythm (mit Nari & Milani vs. Delayers)
- 2013: We Own The Night (mit Wolfgang Gartner feat. Luciana)
- 2013: Back to the Acid (mit MOTi)
- 2013: Shocker (mit DJ Punish)
- 2013: Love Run (mit Baggi Begovic, Jason Taylor & Mark Alston)
- 2013: Paradise (mit Dyro)
- 2013: Out of Control (mit Alvaro)
- 2013: iTrance (Disco Fries feat. Tiësto)
- 2014: Drop It Like This (als TST vs. Twoloud)
- 2014: Light Years Away (feat. DBX)
- 2014: Let’s Go (feat. Icona Pop)
- 2014: Say Something
- 2015: Blow Your Mind (mit MOTi)
- 2015: The Only Way Is Up (mit Martin Garrix)
- 2015: Show Me (mit DallasK)
- 2015: Change Your World (mit Jane Zhang)
- 2015: Split (Only U) (mit The Chainsmokers)
- 2015: Chemicals (mit Don Diablo feat. Thomas Troelsen)
- 2015: Wombass (mit Oliver Heldens)
- 2015: Get Down (mit Tony Junior)
- 2016: Making Me Dizzy (mit Bobby Puma)
- 2016: What You’re Waiting For (mit Ummet Ozcan)
- 2016: Infected (mit Jauz)
- 2016: I Want You (mit Mike Williams)
- 2016: Your Love (mit DallasK)
- 2016: Boom (mit Sevenn)
- 2017: Harder (mit KSHMR feat. Talay Riley)
- 2017: Scream (mit John Christian)
- 2018: Boom (mit Gucci Mane & Sevenn)
- 2018: I Like It Loud (mit John Christian feat. Marshall Masters & The Ultimate MC)
- 2018: Dawnbreaker (mit Matisse & Sadko)
- 2018: Coming Home (mit Mesto)
- 2018: Break the House Down (mit MOTi)
- 2018: Wow
- 2018: Grapevine
- 2018: Affliction (mit Zaxx feat. Olivera)
- 2019: Halfway There (mit Dzeko feat. Lena Leon)
- 2019: Can You Feel It (mit John Christian)
- 2019: Can’t Get Enough (mit Mesto)
- 2019: Trouble (mit 7 Skies feat. Micky Blue)
- 2019: Party Time (mit Swacq)
- 2019: My Whistle (mit Sikdope)
- 2019: Lose Control (mit Stoltenhoff)
- 2019: Diamonds (mit Aazar feat. Micky Blue)
- 2019: Feels So Good (mit Justin Caruso feat. Kelli-Leigh)
- 2019: Acordeão (mit Moska)
- 2019: Blue (feat. Stevie Appleton)
- 2020: Coffee (Give Me Something) (mit Vintage Culture)
- 2021: The Business, Pt. II (mit Ty Dolla Sign)
- 2022: Baila Conmigo
- 2025: Tell Me Where U Go (mit Clean Bandit & Leony)

### Als Gastmusiker
| Jahr | Titel Album                                      | Höchstplatzierung, Gesamtwochen, AuszeichnungChartplatzierungen (Jahr, Titel, Album, Platzierungen, Wochen, Auszeichnungen, Anmerkungen) | Höchstplatzierung, Gesamtwochen, AuszeichnungChartplatzierungen (Jahr, Titel, Album, Platzierungen, Wochen, Auszeichnungen, Anmerkungen) | Höchstplatzierung, Gesamtwochen, AuszeichnungChartplatzierungen (Jahr, Titel, Album, Platzierungen, Wochen, Auszeichnungen, Anmerkungen) | Höchstplatzierung, Gesamtwochen, AuszeichnungChartplatzierungen (Jahr, Titel, Album, Platzierungen, Wochen, Auszeichnungen, Anmerkungen) | Höchstplatzierung, Gesamtwochen, AuszeichnungChartplatzierungen (Jahr, Titel, Album, Platzierungen, Wochen, Auszeichnungen, Anmerkungen) | Höchstplatzierung, Gesamtwochen, AuszeichnungChartplatzierungen (Jahr, Titel, Album, Platzierungen, Wochen, Auszeichnungen, Anmerkungen) | Anmerkungen                                                                                                   |
| Jahr | Titel Album                                      | DE | AT | CH | UK | US | NL | Anmerkungen                                                                                                   |
| ---- | ------------------------------------------------ | --- | --- | --- | --- | --- | --- | --- |
| 2010 | Feel It –                                        | DE21 (7 Wo.)DE | AT20 (12 Wo.)AT | — | UK83 (1 Wo.)UK | US78 (2 Wo.)US | — | Erstveröffentlichung: 1. April 2010 Verkäufe: + 40.000; Three 6 Mafia vs. Tiësto mit Sean Kingston & Flo Rida |
| 2011 | The First Note Is Silent The Agony & the Ecstasy | — | — | — | UK48 (1 Wo.)UK | — | — | Erstveröffentlichung: 30. August 2011 High Contrast feat. Tiësto & Underworld                                 |

## Videoalben
| Jahr | Titel                                   | Höchstplatzierung, Gesamtwochen, AuszeichnungChartplatzierungen (Jahr, Titel, Platzierungen, Wochen, Auszeichnungen, Anmerkungen, Location) | Höchstplatzierung, Gesamtwochen, AuszeichnungChartplatzierungen (Jahr, Titel, Platzierungen, Wochen, Auszeichnungen, Anmerkungen, Location) | Höchstplatzierung, Gesamtwochen, AuszeichnungChartplatzierungen (Jahr, Titel, Platzierungen, Wochen, Auszeichnungen, Anmerkungen, Location) | Höchstplatzierung, Gesamtwochen, AuszeichnungChartplatzierungen (Jahr, Titel, Platzierungen, Wochen, Auszeichnungen, Anmerkungen, Location) | Höchstplatzierung, Gesamtwochen, AuszeichnungChartplatzierungen (Jahr, Titel, Platzierungen, Wochen, Auszeichnungen, Anmerkungen, Location) | Höchstplatzierung, Gesamtwochen, AuszeichnungChartplatzierungen (Jahr, Titel, Platzierungen, Wochen, Auszeichnungen, Anmerkungen, Location) | Anmerkungen             | Location                              |
| Jahr | Titel                                   | DE | AT | CH | UK | US | NL | Anmerkungen             | Location                              |
| ---- | --------------------------------------- | --- | --- | --- | --- | --- | --- | ----------------------- | ------------------------------------- |
| 1999 | Live at Innercity: Amsterdam RAI        | — | — | — | — | — | NL71 g (1 Wo.)NL |                         | Innercity – Amsterdam, Niederlande    |
| 2004 | Tiësto in Concert                       | — | — | — | UK31 (5 Wo.)UK | — | NL— GoldNL | Regie: Peter van Eijndt | Gelredome – Arnhem, Niederlande       |
| 2008 | Copenhagen: Elements of Life World Tour | DE40 g Gold · (1 Wo.)DE | — | CH7 (1 Wo.)CH | UK2 (27 Wo.)UK | — | — | Regie: Guus Albregts    | Parken Stadium – Kopenhagen, Dänemark |
| 2009 | Asia Tour                               | — | — | — | UK34 (1 Wo.)UK | — | — |                         |                                       |

Weitere Videoalben
- 2001: Underground Trance
- 2003: Another Day at the Office (Regisseur: Stan Gordijn, Breda, Niederlande)
- 2003: We Can Not Get Enough! Dance Valley #9 (Innercity – Amsterdam)
- 2005: Tiësto in Concert 2 (Regisseur: Guus Albregts, Jeroen Jansen, Gelredome – Arnhem, Niederlande)

## Sonderveröffentlichungen
Remixe
- 1995: West & Storm – Dans la Boîte
- 1998: The MacKenzie – Innocence
- 1998: Nickelson – Aquaphonic
- 1998: Hybrid – Airless
- 1998: Rene & Da Groove – You’re So Beautiful (mit Montana)
- 1999: Topazz – New Millennium (als Control Freaks)
- 1999: Subtle By Design – Sirius
- 1999: Signum – Coming On Strong
- 1999: Scoop – Wings of Love
- 1999: Moontribe – Dance of the Seventh Hill
- 1999: BT – Dreaming
- 1999: Binary Finary – 1999 (als Gouryella)
- 1999: Balearic Bill – Destination Sunshine
- 1999: Airscape – L’esperanza
- 2000: Salt Tank – Eugina
- 2000: Yahel – Open Your Mind
- 2000: Yahel – Voyage
- 2000: Yahel & Miss T – Going Up
- 2000: SuReal – You Take My Breath Away
- 2000: Lunatic Asylum – Cabal
- 2000: Sarah McLachlan – Sweet Surrender
- 2000: Jaimy & Kenny D – Caught Me Running
- 2000: Green Court – Shining
- 2000: Goldenscan – Sunrise
- 2000: E.V.O. – The Sound of the Drums
- 2000: DJ Jan – Blaxo
- 2000: Delerium – Silence
- 2000: Aria – Willow
- 2001: Tiësto – Magik Journey
- 2001: Schiller – Das Glockenspiel
- 2001: Motorcraft – When Time Will Come
- 2001: Kid Vicious – Re-Form
- 2001: Jan Johnston – Flesh
- 2001: Faithless – Tarantula
- 2001: DuMonde – Never Look Back
- 2001: Delerium – Innocente
- 2001: Dave Matthews Band – The Space Between
- 2001: Coast 2 Coast – Home
- 2001: Abnea – Velvet Moods
- 2002: Umek – Gatex
- 2002: Roc Project – Never
- 2002: Avalon – Can’t Live a Day
- 2002: Svenson & Gielen – We Know What You Did
- 2002: Saint Etienne – Action
- 2002: Paul Oakenfold – Southern Sun
- 2002: Moby – We Are All Made of Stars
- 2002: Moby – Extreme Ways
- 2002: Mauro Picotto – Pulsar
- 2002: Lost Witness – Did I Dream
- 2002: Kosheen – Hungry
- 2002: Junkie XL – Breezer
- 2002: Conjure One – Tears from the Moon
- 2003: Skin – Faithfulness
- 2003: Cor Fijneman – Venus (Meant to Be Your Lover)
- 2003: Hampshire & Nysse – Eternal Voices
- 2003: Radiohead – Street Spirit
- 2003: M-Box & Tiff Lacey – Kiss in Shadows
- 2003: Madonna – Die Another Day
- 2003: Kane – Rain down on Me
- 2004: Cirque Du Soleil – Mer Noire
- 2004: BT – The Force of Gravity
- 2005: Michael Giacchino – Mission 2
- 2006: Klaus Badelt – He’s a Pirate
- 2006: Tiësto – Dance 4 Life
- 2006: José González – Crosses
- 2007: Tiësto – In the Dark
- 2007: Snow Patrol – Open Your Eyes
- 2007: Imogen Heap – Hide & Seek
- 2007: JES – Imagination
- 2007: Justin Timberlake – LoveStoned/I Think She Knows
- 2007: Tegan and Sara – Back in Your Head
- 2007: Seal – The Right Life
- 2007: Britney Spears – Piece of Me
- 2008: Tiësto – Carpe Noctum
- 2008: Cary Brothers – Ride
- 2008: Jordin Sparks – No Air
- 2008: Tarkan – Pare Pare
- 2008: Tiësto pres. Alone in the Dark – Edward Carnby
- 2008: Maroon 5 – Not Falling Apart
- 2009: Kanye West – Love Lockdown
- 2009: The Killers – Spaceman
- 2009: Calvin Harris – I’m Not Alone
- 2009: Yeah Yeah Yeahs – Heads Will Roll
- 2009: Bloc Party – One More Chance
- 2009: Nelly Furtado – Manos Al Aire
- 2009: Tastexperience – Summersault
- 2009: Editors – Papillon
- 2009: Laidback Luke – My G*O*D (Guns on Demo)
- 2009: Kevin Saunderson – Good Life
- 2009: Muse – Resistance
- 2009: Dada Life – Let’s Get Bleeped Tonight
- 2009: Mylène Farmer – C’est dans l’air
- 2009: System F – Out of the Blue 2010
- 2010: Goldfrapp – Rocket
- 2010: Turboweekend – Trouble Is
- 2010: Ou Est Le Swimming Pool – These New Knights
- 2010: Tiësto – I Will Be Here
- 2010: Tiësto – Always Near
- 2010: Tiësto – Surrounded By Light
- 2010: Tiësto – In My Memory
- 2010: Tiësto – In the Dark
- 2010: Tiësto – Just Be
- 2010: Amy Macdonald – Spark
- 2010: Faithless – Tweak Your Nipple
- 2010: Dirty South – Phazing
- 2010: Charlie Dée – Have It All
- 2010: Pendulum – The Island
- 2010: Robbie Rivera – We Live for the Music
- 2010: Tiësto feat. Calvin Harris – Century
- 2010: Tiësto feat. Kele Okereke – It’s Not Things You Say
- 2010: Lady Gaga – Bad Romance (für DJ Hero 2)
- 2010: Adamski – Killer (für DJ Hero 2)
- 2010: Moby – Shot in the Back of the Head
- 2010: The Sound of Arrows – Nova
- 2010: HIM – Love the Hardest Way
- 2010: Miguel Bosé – Dame Argumentos
- 2011: Katy Perry – E.T.
- 2011: Ladytron – Ace of Hz
- 2011: Lune – Girls With Bangs
- 2011: Kanye West – Lost in the World
- 2011: The Sound of Arrows – Nova
- 2011: Kay – M.A.J.O.R.
- 2011: Hard-Fi – Fire in the House
- 2011: Marcel Woods – Advanced
- 2011: Lover Lover – Freebirds (als Steve Forte Rio)
- 2011: Joker feat. Silas – Slaughter House
- 2011: High Contrast feat. Tiësto and Underworld – The First Note Is Silent
- 2012: Coldplay – Paradise
- 2012: Gotye feat. Kimbra – Somebody That I Used to Know
- 2012: AutoErotique – Bring That Beat back
- 2012: Afrojack & Shermanology – Can’t Stop Me Now
- 2012: The Naked and Famous – Young Blood (mit Hardwell)
- 2012: David Guetta feat. Taped Rai – Just One Last Time
- 2012: Youngblood Hawke – We Come Running[6]
- 2013: Passion Pit – Carried Away
- 2013: Zedd feat. Foxes – Clarity
- 2013: Dada Life – So Young So High
- 2013: Showtek & Noisecontrollers – Get Loose
- 2013: Jus Jack & Oza feat. Blessid Union of Souls – Love Is the Answer
- 2013: Calvin Harris feat. Florence Welch – Sweet Nothing (mit Ken Loi)
- 2013: Tiësto, Quintino & Alvaro – United (mit Blasterjaxx)
- 2013: Icona Pop feat. Charli XCX – I Love It
- 2013: Tiësto & Calvin Harris – Century (mit Moska)
- 2013: Beyoncé – Standing on the Sun
- 2013: Ellie Goulding – Burn
- 2013: Monkey Safari – Coming Down (Hi-Life)
- 2013: Hardwell feat. Matthew Koma – I Dare You
- 2013: Zedd feat. Hayley Williams – Stay the Night (Tiësto’s Club Life Remix)
- 2014: John Legend – All Of Me (Tiësto’s Birthday Treatment Mix)
- 2014: R3hab – Samurai
- 2014: Sander van Doorn, Martin Garrix & DVBBS – Gold Skies
- 2014: Galantis – You (vs. Twoloud)
- 2014: Beyoncé – Drunk In Love
- 2014: TST & Twoloud – Traffic
- 2015: Milkey B – Stay a While
- 2015: Sam Smith – Lay Me Down
- 2015: Charli XCX – Break the Rules
- 2015: Dotan – Home (vs. Twoloud)
- 2015: Major Lazer & DJ Snake feat. Mø – Lean On (mit MOTi)
- 2015: Bobby Puma feat. Natalie Major – Someone Somewhere (Tiësto Edit)
- 2015: Firebeatz – Sky High (Tiësto Edit)
- 2015: MOTi – House Of Now (Tiësto Edit)
- 2015: WEE-O feat. Morgan Karr – Fighting For (Tiësto Edit)
- 2015: Dzeko & Torres feat. Delaney Jane – L’amour toujours (Tiësto Edit)
- 2015: Justin Bieber – What Do You Mean
- 2015: Justin Bieber – Sorry
- 2015: Jess Glynne – Take Me Home
- 2015: Alan Walker – Faded

## Statistik

### Chartauswertung
|                     | DE    | AT     | CH    | UK    | US     | NL     |
| ------------------- | ----- | ------ | ----- | ----- | ------ | ------ |
| Nummer-eins-Alben   | DE—DE | AT—AT  | CH—CH | UK—UK | US—US  | NL6NL  |
| Top-10-Alben        | DE—DE | AT1AT  | CH3CH | UK—UK | US—US  | NL19NL |
| Alben in den Charts | DE9DE | AT11AT | CH9CH | UK9UK | US12US | NL31NL |

|                       | DE     | AT     | CH     | UK     | US    | NL     |
| --------------------- | ------ | ------ | ------ | ------ | ----- | ------ |
| Nummer-eins-Singles   | DE—DE  | AT—AT  | CH—CH  | UK—UK  | US—US | NL2NL  |
| Top-10-Singles        | DE3DE  | AT4AT  | CH3CH  | UK5UK  | US—US | NL14NL |
| Singles in den Charts | DE18DE | AT11AT | CH14CH | UK35UK | US8US | NL33NL |

|                          | DE    | AT    | CH    | UK    | US    | NL    |
| ------------------------ | ----- | ----- | ----- | ----- | ----- | ----- |
| Nummer-eins-Videoalben   | DE—DE | AT—AT | CH—CH | UK—UK | US—US | NL—NL |
| Top-10-Videoalben        | DE—DE | AT—AT | CH1CH | UK1UK | US—US | NL—NL |
| Videoalben in den Charts | DE—DE | AT—AT | CH1CH | UK3UK | US—US | NL—NL |

### Auszeichnungen für Musikverkäufe
| Land/RegionAuszeichnungen für Musikverkäufe (Land/Region, Auszeichnungen, Verkäufe, Quellen) | Silber       | Gold         | Platin         | Diamant     | Verkäufe  | Quellen              |
| -------------------------------------------------------------------------------------------- | ------------ | ------------ | -------------- | ----------- | --------- | -------------------- |
| Australien (ARIA)                                                                            | —            | 2× Gold2     | 10× Platin10   | —           | 742.500   | aria.com.au          |
| Belgien (BRMA)                                                                               | —            | 5× Gold5     | 4× Platin4     | —           | 210.000   | ultratop.be          |
| Brasilien (PMB)                                                                              | —            | 4× Gold4     | 10× Platin10   | 3× Diamant3 | 990.000   | pro-musicabr.org.br  |
| Dänemark (IFPI)                                                                              | —            | 5× Gold5     | 7× Platin7     | —           | 670.000   | ifpi.dk              |
| Deutschland (BVMI)                                                                           | —            | 6× Gold6     | 3× Platin3     | —           | 2.425.000 | musikindustrie.de    |
| Europa (Impala)                                                                              | Silber1      | 3× Gold3     | —              | —           | (255.000) | Einzelnachweise      |
| Finnland (IFPI)                                                                              | —            | Gold1        | Platin1        | —           | 60.000    | Einzelnachweise      |
| Frankreich (SNEP)                                                                            | —            | 4× Gold4     | 5× Platin5     | —           | 1.400.000 | snepmusique.com      |
| Griechenland (IFPI)                                                                          | —            | 3× Gold3     | —              | —           | 30.000    | Einzelnachweise      |
| Irland (IRMA)                                                                                | —            | 2× Gold2     | 4× Platin4     | —           | 31.000    | irishcharts.ie       |
| Italien (FIMI)                                                                               | —            | 9× Gold9     | 5× Platin5     | —           | 660.000   | fimi.it              |
| Kanada (MC)                                                                                  | —            | 12× Gold12   | 34× Platin34   | —           | 3.175.000 | musiccanada.com      |
| Mexiko (AMPROFON)                                                                            | —            | Gold1        | Platin1        | —           | 90.000    | amprofon.com.mx      |
| Neuseeland (RMNZ)                                                                            | —            | 2× Gold2     | 5× Platin5     | —           | 157.500   | radioscope.co.nz NZ2 |
| Niederlande (NVPI)                                                                           | —            | 8× Gold8     | Platin1        | —           | 375.000   | nvpi.nl              |
| Norwegen (IFPI)                                                                              | —            | —            | 3× Platin3     | —           | 180.000   | ifpi.no              |
| Österreich (IFPI)                                                                            | —            | Gold1        | 8× Platin8     | —           | 255.000   | ifpi.at              |
| Polen (ZPAV)                                                                                 | —            | 5× Gold5     | 20× Platin20   | 2× Diamant2 | 1.580.000 | olis.pl              |
| Portugal (AFP)                                                                               | —            | 5× Gold5     | 4× Platin4     | —           | 65.000    | Einzelnachweise      |
| Russland (NFPF)                                                                              | —            | 4× Gold4     | Platin1        | —           | 60.000    | 2m-online.ru         |
| Schweden (IFPI)                                                                              | —            | 3× Gold3     | 4× Platin4     | —           | 380.000   | sverigetopplistan.se |
| Schweiz (IFPI)                                                                               | —            | —            | 2× Platin2     | —           | 50.000    | hitparade.ch         |
| Spanien (Promusicae)                                                                         | —            | 6× Gold6     | 9× Platin9     | —           | 680.000   | elportaldemusica.es  |
| Ungarn (MAHASZ)                                                                              | —            | Gold1        | —              | —           | 3.000     | slagerlistak.hu      |
| Vereinigte Staaten (RIAA)                                                                    | —            | 4× Gold4     | 7× Platin7     | —           | 8.530.000 | riaa.com             |
| Vereinigtes Königreich (BPI)                                                                 | 10× Silber10 | 4× Gold4     | 10× Platin10   | —           | 8.600.000 | bpi.co.uk            |
| Insgesamt                                                                                    | 11× Silber11 | 100× Gold100 | 158× Platin158 | 5× Diamant5 |           |                      |